# Міцпе-Яїр
Міцпе Яїр (івр. מצפה יאיר, букв. «Форпост Яїра») — несанкціоноване ізраїльське поселення на Західному березі річки Йордан. Розташоване у двох кілометрах на південний схід від Сусі, поселення підпадає під юрисдикцію регіональної ради Гар-Хеврона. Форпост складається з 15 збірних конструкцій і є домом для кількох сімей.

## Історія
Міцпе Яїр засновано Меїром Амсалемом у жовтні 1998 року та названо в пам'ять вбитого поселенця Сусії, Яїра Гар-Сіная.

## Правовий статус
Міцпе-Яїр — це несанкціоноване поселення, яке ізраїльська регіональна адміністрація вважає незаконним. У 2007 році організація «Шалом ахшав» виявила, що там проживає суперінтендант поліції, незважаючи на незаконний статус поселення. Офіцеру було наказано евакуюватися з дому до липня того ж року.
Міжнародне співтовариство вважає всі ізраїльські поселення на Західному березі незаконними згідно з міжнародним правом.
Виноградник у ваді, яким керує Елад Мовшовіц, виробляє 7000 пляшок на рік. Судова справа щодо права власності на територію станом на 2012 рік перебувала на розгляді у Вищому суді Ізраїлю.

## Виноски
1. 1 2  Gideon Levi, 'Not sacred, not stolen' [Архівовано 5 жовтня 2012 у Wayback Machine.], at Haaretz, 7 September 2012
2. ↑  Weiss, Efrat (1 січня 2007). Israeli police officer living in illegal outpost. YNET. Архів оригіналу за 31 березня 2022. Процитовано 30 березня 2022.
3. ↑  The Geneva Convention. BBC News. 10 грудня 2009. Архів оригіналу за 5 липня 2018. Процитовано 27 листопада 2010.